# Forcipomyia gressitti
Forcipomyia gressitti är en tvåvingeart som beskrevs av Tokunaga och Murachi 1959. Forcipomyia gressitti ingår i släktet Forcipomyia och familjen svidknott. Inga underarter finns listade i Catalogue of Life.